# Mary Lou Retton

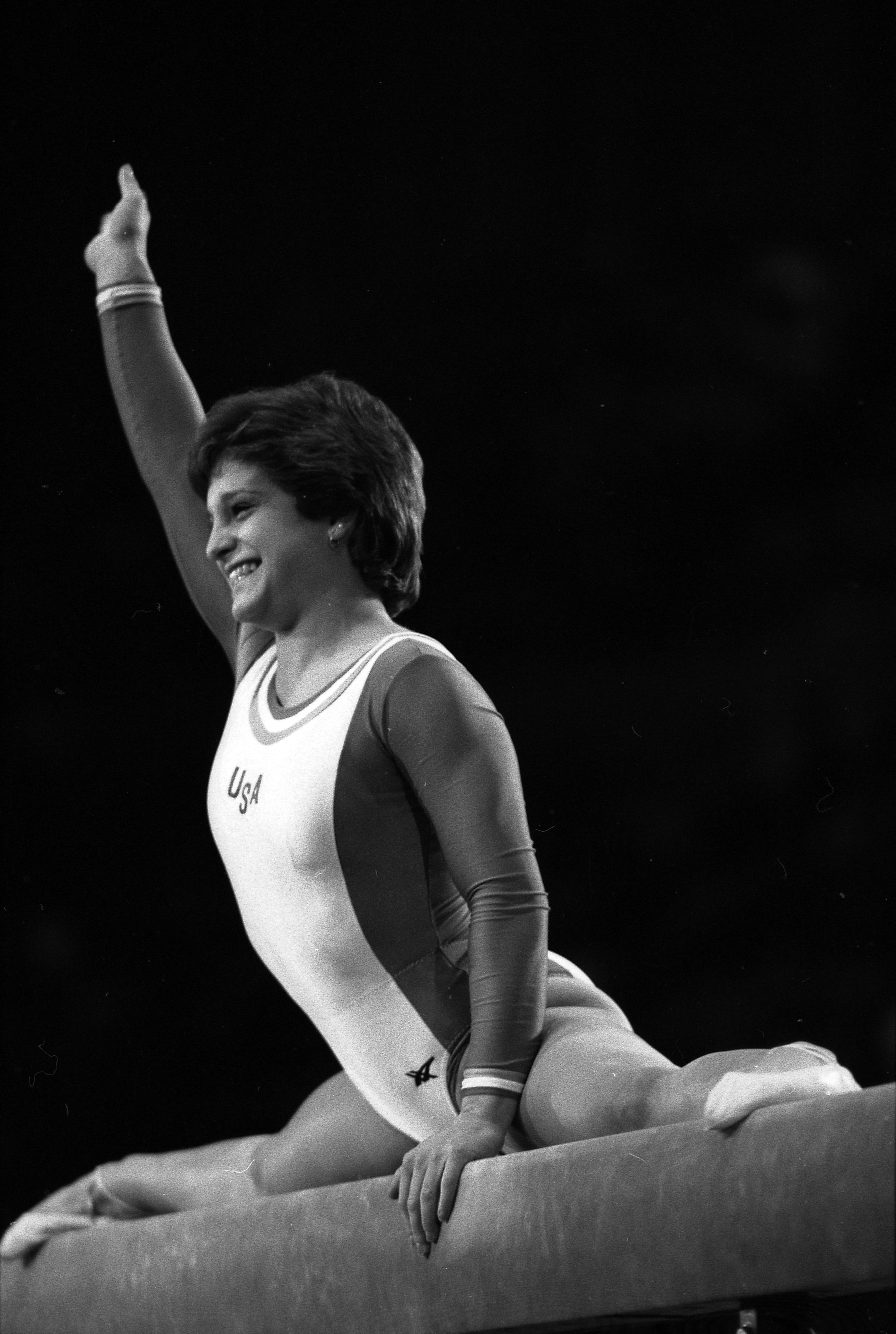
Mary Lou Retton em performance na trave

Mary Lou Retton (Fairmont, 24 de janeiro de 1968) é uma ex-ginasta norte-americana hoje radicada em Houston, Texas. 
Sua ascendência vem da Itália e o nome de sua família, antes de ser adaptado ao idioma inglês, era Rotunda. Mary é casada e tem quatro filhas. A ex-ginasta nasceu com displasia que agravou com os anos de treino gímnico. Em decorrência de problemas físicos e de saúde — incluindo uma cirurgia óssea e artrite — precisou abandonar a ginástica. Retton foi a primeira mulher não europeia a vencer um individual geral em uma Olimpíada e, apesar da carreira curta e vitoriosa, não chegou a disputar um Campeonato Mundial de Ginástica Artística.

## Carreira
A carreira de Retton iniciou-se inspirada na ginasta romena Nadia Comaneci. Começou a treinar em sua cidade natal, orientada por Gary Rafaloski. Mais tarde, decidiu mudar-se para Houston, em busca dos já conhecidos treinadores Marta e Béla Károlyi.
Sob os cuidados dos compatriotas de Comaneci, Mary começou a conquistar fama nos Estados Unidos ao vencer, aos quinze anos, a Copa América. Eleita como ginasta nacional, não pôde competir no Campeonato Mundial de Ginástica Artística daquele ano devido a uma lesão no pulso. Contudo, recuperou-se a tempo de vencer o American Classic daquele ano - onde foi bicampeã em 1984 - e a Copa Chunichi, no Japão. No ano seguinte, após vencer sua segunda Copa América, seu primeiro Campeonato Nacional Americano e o Pré-Olímpico, uma nova lesão, dessa vez no joelho, obrigou a ginasta a submeter-se a uma operação, que não a impediu de participar das Olimpíadas de Los Angeles. Nesta competição - boicotada pelos soviéticos em resposta ao protesto nos Jogos de 1980, quando países como Estados Unidos e Grã-Bretanha boicotaram as Olimpíadas de Moscou - a ginasta, de até então dezesseis anos, venceu o individual geral sobre a romena Ecaterina Szabo por 0,05 ponto e com duas notas dez (uma no salto e outra no solo). Por este feito e por ainda conquistar mais quatro medalhas nestes Jogos, Mary foi eleita a atleta do ano, pela revista Sports Illustrated de 1984.
Politicamente, Mary Lou Retton, conservadora, apoiava o republicano Ronald Reagan utilizando de sua fama conquistada após sua bem sucedida campanha olímpica. Ainda após as Olimpíadas, a prática da ginástica tornou-se complicada para Retton, devido a seus problemas físicos. Porém, não de todo ela abandonara o desporto. Em 1985, a ginasta ainda participou de sua terceira Copa América, no qual conquistou seu tricampeonato. Mais tarde, em 1992, Mary fora eleita para o Hall da Fama ítalo-americano e 1997, entrou para o International Gymnastics Hall of Fame junto a compatriota Cathy Rigby.
Hoje, Retton é a porta-voz da Biomet e da Pfizer para a divulgação de tratamentos para displasia e artrite. Além de ser um membro do Conselho de Atividade Física e Desporto.

## A doença rara de Mary Lou Retton
Mary Lou Retton, que contraiu uma forma rara de pneumonia, ainda está lutando por sua vida na unidade de terapia intensiva de um hospital desconhecido no Texas até hoje, 11 de outubro de 2023. Ela não consegue respirar sozinha e está internada na UTI por mais de uma semana.
Devido à falta de seguro de Retton, sua filha McKenna Kelley iniciou um esforço de arrecadação de fundos para ajudar com suas despesas médicas. Mais de US$ 100 mil já foram arrecadados para a causa.
A família e os amigos de Retton estão solicitando orações e apoio, embora atualmente não haja novos desenvolvimentos sobre sua condição.

## Principais resultados

Junto ao presidente Ronald Reagan.

| Ano  | Evento                        | AA              | Equipe           | Salto sobre o cavalo | Trave | Barras assimétricas | Solo              |
| ---- | ----------------------------- | --------------- | ---------------- | -------------------- | ----- | ------------------- | ----------------- |
| 1983 | Copa América                  | Medalha de ouro |                  |                      |       |                     |                   |
| 1983 | American Classics             | Medalha de ouro |                  |                      |       |                     |                   |
| 1983 | Copa Chunichi                 | Medalha de ouro |                  |                      |       |                     |                   |
| 1984 | Copa América                  | Medalha de ouro |                  |                      |       |                     |                   |
| 1984 | American Classics             | Medalha de ouro |                  |                      |       |                     |                   |
| 1984 | Campeonato Nacional Americano | Medalha de ouro |                  |                      |       |                     |                   |
| 1984 | Jogos Olímpicos               | Medalha de ouro | Medalha de prata | Medalha de prata     |       | Medalha de bronze   | Medalha de bronze |
| 1985 | Copa América                  | Medalha de ouro |                  |                      |       |                     |                   |